# Кодекс економічної діяльності Естонії
Ко́декс економічної дія́льності Естонії (англ. Economic Activities Code Act; ест. majandustegevuse seadustik) — кодифікований законодавчий акт Естонської Республіки, що встановлює загальні умови та порядок здійснення економічної діяльності, в том числе регулює процедуру створення, припинення та відновлення господарської діяльності, ведення реєстру господарюючих суб'єктів, основні засади державного нагляду й відповідальності у сфері господарювання.
Загальну частину Кодексу прийнято 23 лютого 2011 року. Набрав чинності акт з 1 липня 2014 р. На момент набрання чинності Загальна частина Кодексу складалася із 137 статей, поділених на глави та параграфи.

## Передумови прийняття Кодексу
Прийняття Кодексу обумовлювалося потребами збільшення свободи підприємницької діяльності та зменшення бюрократії. На момент прийняття акту господарська діяльність регулювалася у понад ста законах, що не були поєднані єдиними принципами, публічні реєстри були не уніфіковано, що ускладнювало ведення бізнесу. Було поставлено завдання забезпечити механізм спілкування суб'єктів господарювання з державними адміністраціями через єдині точки доступу та в електронній формі. Розробка кодексу була здійснена Міністерством юстиції за фінансування Социального фонду Європейського Союзу "Better Regulation Programme" [Архівовано 23 листопада 2016 у Wayback Machine.] та підтримки Торгово-промислової палати Естонії.
Як заявив представник Міністерства юстиції при представленні Загальної частини Кодексу, "у цій країні складно говорити про єдине бізнес-правове середовище, а тому одна з основних цілей  полягає у тому, аби зібрати разом в одному законі більшість діючих в країні обмежень щодо ведення господарської діяльності" [Архівовано 23 листопада 2016 у Wayback Machine.].

## Структура Кодексу
Загальна частина Кодексу складається з восьми глав.
•	Глава I. Загальні положення.
•	Глава IІ. Початок господарської діяльності.
•	Глава IІІ. Здійснення господарської діяльності.
•	Глава IV. Припинення та відновлення господарської діяльності.
•	Глава V. Зміст реєстру та створення записів.
•	Глава VІ. Нагляд.
•	Глава VІІ. Відповідальність.
•	Глава VІІІ. Перехідні та імплементаційні положення.